# Georgi-Dimitroff-Museum

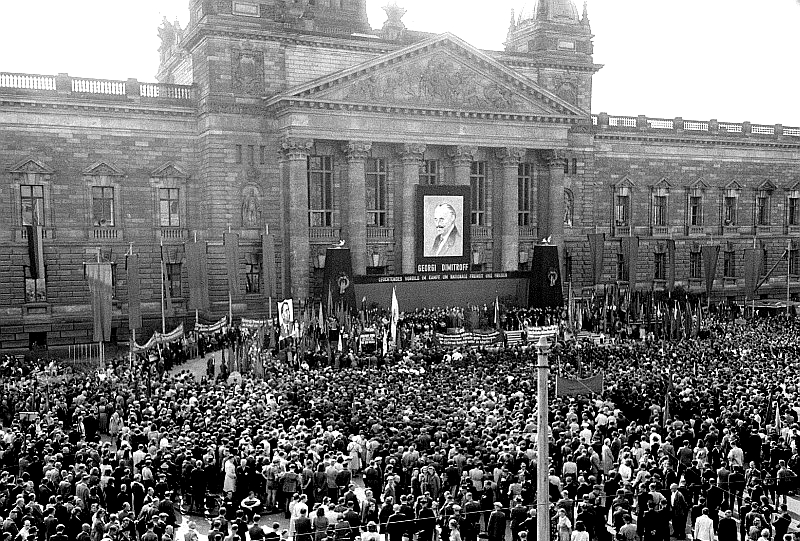
Festakt zur Museumseröffnung am 18. Juni 1952 vor dem Reichsgerichtsgebäude

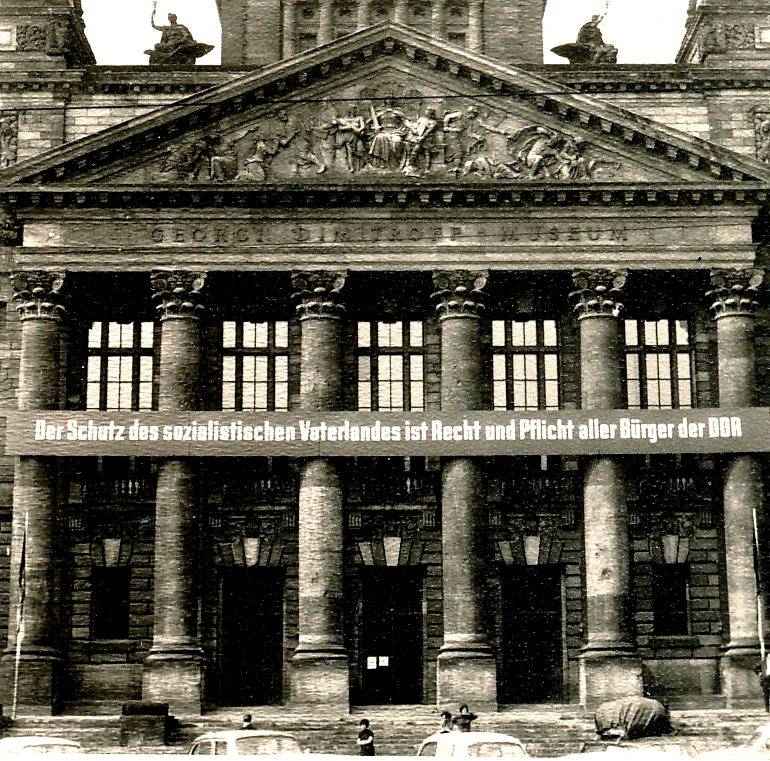
Haupteingang des Georgi-Dimitroff-Museums in Leipzig mit DDR-Propaganda (1970)

Das Georgi-Dimitroff-Museum in Leipzig war das größte einer einzelnen Person gewidmete Museum in der DDR. Es bestand von 1952 bis 1991 im Reichsgerichtsgebäude. Das Museum war offiziell dem  Ministerium für das Hoch- und Fachschulwesen unterstellt und damit keine kommunale Einrichtung der Stadt Leipzig.

## Geschichte

### Vorgeschichte und Planung

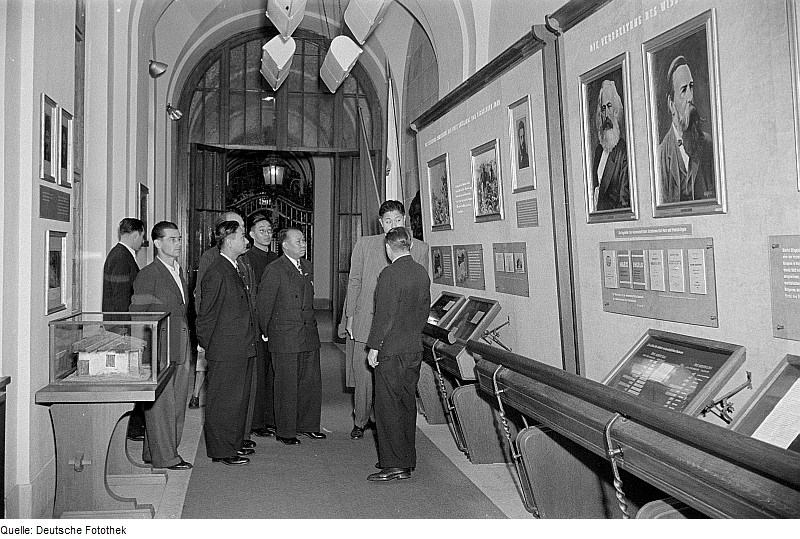
Chinesische Delegation im Georgi-Dimitroff-Museum, 1952

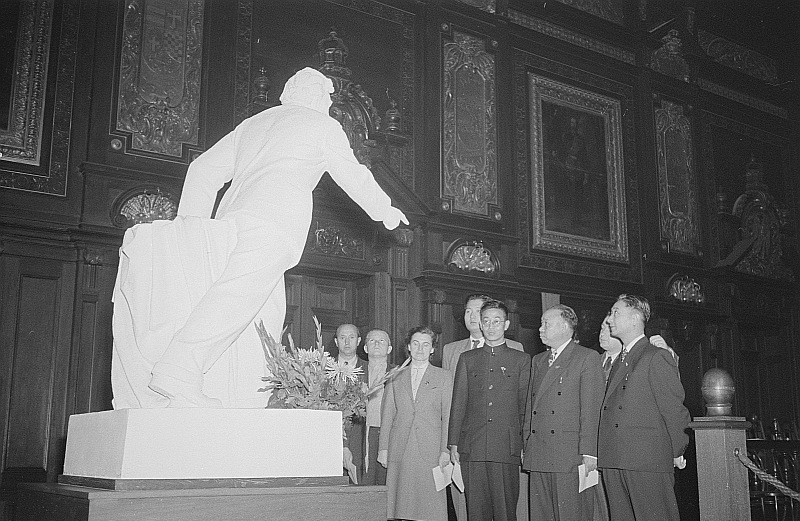
Statue Dimitroffs im Großen Sitzungssaal des Hauses mit chinesischen Delegierten, 1952

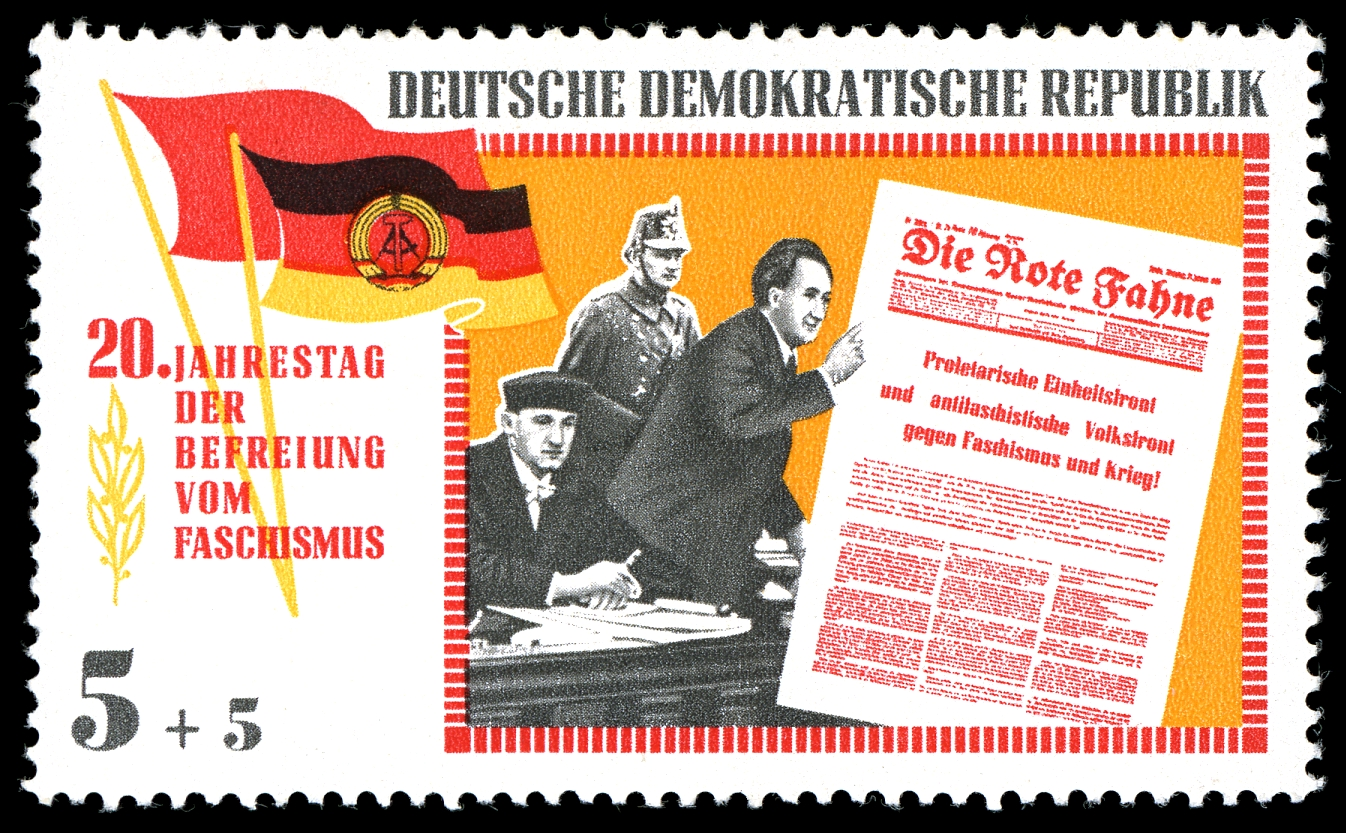
DDR-Briefmarke 1965
Dimitroff vor dem Reichsgericht in Leipzig

Nach dem Reichstagsbrand in der Nacht vom 27. zum 28. Februar 1933 in Berlin und der unmittelbar darauf verabschiedeten Reichstagsbrandverordnung begann in Leipzig am dortigen Reichsgericht ab dem 21. September des gleichen Jahres der sogenannte Reichstagsbrandprozess. Einer der Hauptangeklagten, der bulgarische Kommunist und spätere Ministerpräsident des Landes, Georgi Dimitroff, spielte hierbei eine bedeutende Rolle. In deutschem Strafrecht gut vorbereitet und rhetorisch gewandt, gelang es Dimitroff, in dem Schauprozess den Nationalsozialisten eine empfindliche Niederlage beizufügen. Dimitroff, die bulgarischen Mitangeklagten Blagoi Popow und Wassil Tanew sowie der Vorsitzende der KPD-Reichstagsfraktion Ernst Torgler wurden freigesprochen.
1950 beschlossen die Stadt Leipzig und die sächsische Landesregierung, das seit 1945 funktionslose Gebäude des ehemaligen Reichsgerichts als Museum zu Ehren Dimitroffs und als Kulturhaus einzurichten. Nach Besichtigung der Räumlichkeiten durch den damaligen DDR-Justizminister Max Fechner und Vertreter der bulgarischen Botschaft in der DDR wurde protokolliert, den historischen Plenarsaal, in dem der Prozess stattfand, im Erscheinungsbild von 1933 wiederherzustellen. Ende des Jahres stimmte das Sekretariat des ZK der SED dem Vorhaben zu, als Eröffnungstermin wurde der 2. Juli 1951 – der zweite Todestag Dimitroffs – anvisiert. Mit der inhaltlichen Konzeption wurde das Museum für Deutsche Geschichte in Berlin betraut. Die museale Erschließung und Bearbeitung der gezeigten und gesammelten Objekte vor Ort sollte das Museum zur Geschichte der deutschen Arbeiterbewegung übernehmen, welches bereits seit 1949 im Reichsgerichtsgebäude untergebracht war.
Zu Beginn des kommenden Jahres wurden die Pläne konkretisiert: Ein Nachbau der Zelle aus der Justizvollzugsanstalt Leipzig, in der Dimitroff vor und während des Prozesses einsaß, sollte auf Ebene des Plenarsaals entstehen, dazu wurde das komplette zweite Geschoss des Gebäudes für das Museum eingeplant.
Die Eröffnung wurde aus verschiedenen Gründen mehrmals verschoben, letztendlich fand sie am 18. Juni 1952 statt.

### Von der Eröffnung bis zur Auflösung
An dem Festakt am 18. Juni 1952 zur Eröffnung des Museums, anlässlich des 70. Geburtstages von Georgi Dimitroff, sprachen Walter Ulbricht, damals Generalsekretär des ZK der SED, und Magdalena Baramowa, eine Schwester Dimitroffs. Vor dem Gebäude wurde vor etwa 50.000 Teilnehmern auf einer Kundgebung die Umbenennung des Gebäudevorplatzes zum Georgi-Dimitroff-Platz bekanntgegeben. Am 2. Juli 1952 besuchte der Präsident der DDR Wilhelm Pieck das Museum.
Zum Zeitpunkt der Museumseröffnung waren lediglich der Plenarsaal und die nachgebildete Gefängniszelle zu besichtigen. In den kommenden Monaten wurde hinter dem Plenarsaal ein Kinoraum eingeweiht, dazu sechs weitere Räume im zweiten Geschoss, größtenteils ausgestattet mit Schautafeln, bestehend aus Berliner Reproduktionen zu Dimitroff, dem Reichstagsbrand und -prozess sowie zur Geschichte des Kommunismus in Bulgarien und Deutschland. Neben der ständigen Präsentation gab es seit Museumsgründung ein bis drei Mal jährlich zumeist kleinere Wechselausstellungen, die in der Kuppelhalle des Gebäudes präsentiert wurden. 1954 wurden erstmals über 100.000 Besucher gezählt, zwei Jahre später bereits 200.000. Größtenteils setzten sich diese Zahlen aus Delegationen und organisierten Besuchergruppen aus der DDR und zahlreichen weiteren sozialistischen Staaten zusammen.
Seit 1956 diente der Plenarsaal mehrfach als Drehort für Filmproduktionen, die das Leben Dimitroffs bzw. den Reichstagsbrandprozess zum Inhalt hatten. 1965 wurde unter Leitung des drei Jahre zuvor eingesetzten neuen Direktors Hans Bernhard eine neu konzipierte Dauerausstellung eröffnet. Das Museum verfügte zu dem Zeitpunkt auf etwa 1.500 Quadratmetern über 15 Ausstellungsräume. Ab 1967 fanden im Haus jährlich Treffen mit Mitgliedern von Einrichtungen aus der gesamten DDR statt, die den Namen Georgi Dimitroff trugen, dazu gehörten z. B. Betriebskollektive und Schulen. Im Jahr 1972 beispielsweise nahmen 480 Teilnehmer am Treffen mit diversen Veranstaltungen teil.
Zwischen 1968 und 1988 gab das Museum die zehnteilige Schriftenreihe des Georgi-Dimitroff-Museums Leipzig heraus. 1972 erhielt die Einrichtung den Vaterländischen Verdienstorden in Silber. 1982 wurde die ständige Ausstellung erneut überarbeitet, drei Jahre später wurde der letzte und umfangreichste Museumsführer veröffentlicht. Im Februar 1989 wurde dem Museum durch den Ministerrat der DDR ein neuer Ausstellungsschwerpunkt zugewiesen: „Kampf der deutschen Arbeiterklasse gegen die reaktionäre Klassenjustiz unter besonderer Berücksichtigung des Reichsgerichts“.
Im Dezember 1989 forderte der damalige Direktor des Museums der bildenden Künste Dieter Gleisberg mit Hinweis auf den Personenkult öffentlich die Auflösung des Museums. Die Ausstellung wurde Mitte 1990 kurzfristig unter dem Titel Reichsgericht, Rechtspflege und demokratische Alternative 1871–1918 weitergeführt, bevor am 27. September des Jahres die Institution zum Museum des Reichsgerichts – Forschungsstelle umbenannt wurde. Am 11. Dezember 1990 wurde die Abwicklung des Museums beschlossen, am 1. Juli 1991 wurde das Museum aufgelöst. Die Sammlungen befinden sich teilerschlossen im Stadtgeschichtlichen Museum Leipzig.

## Sammlungen des Museums
1962 wurde unter dem Direktor Bernhard erstmals eine Sammlungskonzeption ausgearbeitet, die 11 Schwerpunkte umfasste:
- Widerstand in Leipzig gegen den Nationalsozialismus
- Proteste gegen Reichstagsbrand und -prozess
- Richter im Reichstagsbrandprozess
- Zeugen im Reichstagsbrandprozess
- Journalisten im Reichstagsbrandprozess
- Tondokumente und stenografische Protokolle zum Reichstagsbrandprozess
- Fotosammlung zum Reichstagsbrandprozess
- Architekten des Reichstagsgebäudes
- Allgemeine Dokumentensammlung
- Plakatsammlung
- Bibliothek

Zum Zeitpunkt der Abwicklung des Museums umfassten die Sammlungen etwa 15.000 Dokumente und 12.000 Fotografien, ca. 15.000 thematisch erschlossene Zeitungsausschnitte, etwa 11.300 Bücher, 1.185 Tonträger, 1.129 Plakate, 863 Münzen, Medaillen und Abzeichen, 553 gegenständliche Objekte (z. B. Möbel, Kleidung oder Waffen) sowie 283 Werke aus der bildenden Kunst. Die Sammlungen der Dokumente, Fotografien und Tonträger bestanden größtenteils oder vollständig aus Reproduktionen. Darüber hinaus waren die gegenständlichen und Kunstobjekte häufig Geschenke aus anderen Museen, die oftmals nur mittelbar mit den Sammlungsschwerpunkten der Einrichtung zu tun hatten.